# Matésion
Matésion (Matesi) är en ort i Grekland.   Den ligger i prefekturen Nomós Ileías och regionen Västra Grekland, i den södra delen av landet, 170 km väster om huvudstaden Aten. Matésion ligger 648 meter över havet och antalet invånare är 109.
Terrängen runt Matésion är huvudsakligen kuperad, men åt nordost är den bergig. Runt Matésion är det mycket glesbefolkat, med 4 invånare per kvadratkilometer. Närmaste större samhälle är Andrítsaina, 5,5 km söder om Matésion. 